# Hochbunker

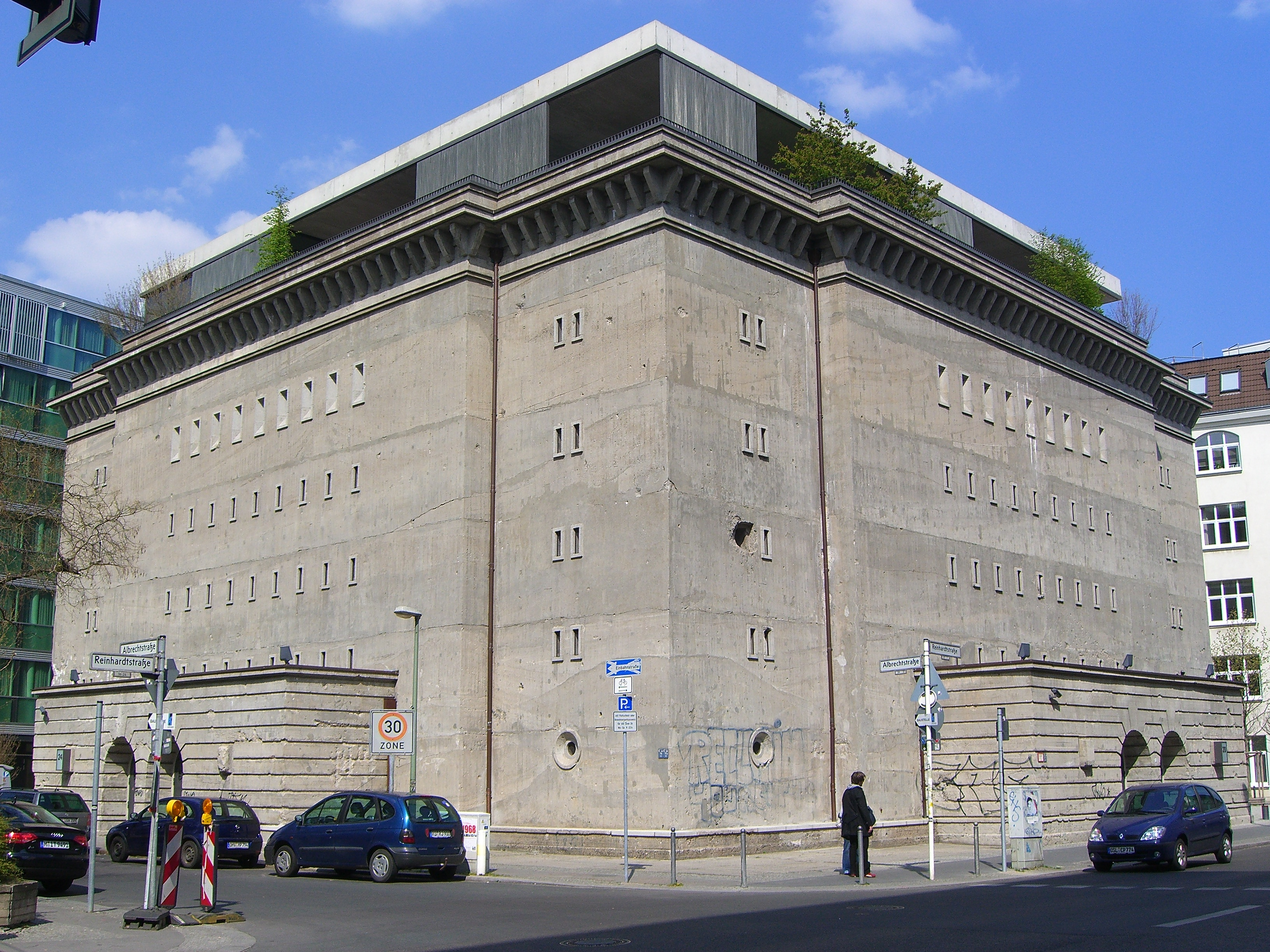
Hochbunker in Berlin-Mitte, auf dem Dach ein modernes Penthouse als Nachnutzung

Als Hochbunker wird eine Bauform eines Bunkers bezeichnet, bei der das Volumen des geschützten Raums ganz oder überwiegend über dem Niveau der Erdoberfläche liegt. Bunker unter dem Niveau der Erdoberfläche werden als Tiefbunker bezeichnet.

## Geschichte und Einsatz
Hochbunker wurden vor allem im Deutschen Reich vor und während des Zweiten Weltkriegs errichtet und genutzt und prägen noch heute das Stadtbild vieler deutscher Städte. Hochbunker wurden bevorzugt dann errichtet, wenn ein nasser Untergrund den Bau von Tiefbunkern erschwerte oder technisch unmöglich machte. Dies gilt besonders für:
- Luftschutzbunker in Städten wie Berlin, Hamburg oder Bremen, in denen der Grundwasserspiegel nur wenige Meter unter der Oberfläche liegt
- U-Boot-Bunker in flachen Küstenabschnitten

Grundsätzlich als Hochbunker errichtet wurden:
- Truppenmannschaftsbunker der deutschen Kriegsmarine.[1] Dieser Bautyp wurde auch auf einigen Großwerften und in anderen Großbetrieben als Werkluftschutzbunker erbaut, wie beispielsweise der Bunker auf dem Bremer Vulkan.
- Flaktürme

## Wirtschaftlichkeit und Schutzleistung

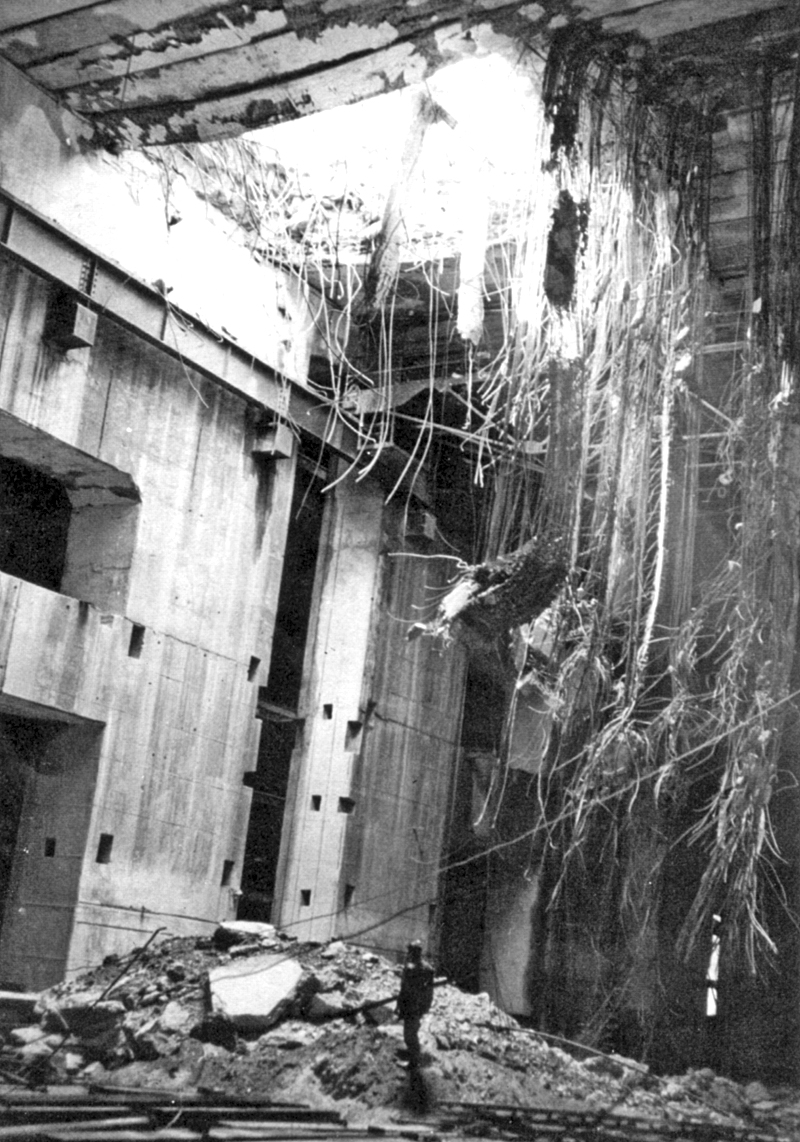
Durchschlag in der 4,5 m starken Decke des U-Boot-Bunkers Valentin nach Bomben-Treffer mit Grand Slam (1945)

Hochbunker sind bei gleichem Schutzgrad kostengünstiger, schneller und mit weniger Material zu errichten als Tiefbunker. Bei deutschen Untersuchungen kam man 1940 zum Ergebnis, dass bei gleichem Schutzgrad und gleicher Menge an Schutzplätzen für einen Hochbunker nur ein Sechstel des Materials erforderlich sei, das ein vergleichbarer Tiefbunker erfordert hätte. Grund dafür ist der Verdämmungseffekt: Die Explosion einer in das Erdreich eingedrungenen Bombe nahe einem Tiefbunker hat eine ungleich stärkere Wirkung als die Explosion der gleichen Bombe im Luftraum nahe einem Hochbunker, bei der ein Teil der Explosionsenergie (Druckwelle) durch die Luft absorbiert wird, während sich im Erdreich und im Wasser der Druck unvermindert allseitig ausbreitet. Dadurch können die Wände eines Hochbunkers leichter ausgeführt werden.
Jedoch ist der bei Hochbunkern maximal erreichbare Schutzgrad durch die baustatisch erreichbare Wand- und Deckenstärke begrenzt. Hingegen kann der Schutzgrad von Tiefbunkern durch tieferen Verbau mit dann dickerer Deckschicht aus Erde oder Fels weiter gesteigert werden. Schon im Zweiten Weltkrieg wurden hochwertige Ziele wie U-Boot-Bunker erfolgreich mit der Grand Slam angegriffen, einer großkalibrigen Penetrator-Bombe. Gegen Lenkwaffen, insbesondere bunkerbrechende Bomben wie den Massive Ordnance Penetrator, ist ein ausreichender Schutz durch einen Hochbunker nicht zu gewährleisten. Daher werden moderne Bunker als Tiefbunker ausgeführt.

## Bauform und Normbauten
Der Grundriss eines Hochbunkers kann rechteckig, quadratisch oder rund sein. Hochbunker in München haben oft einen achteckigen Grundriss. Hochbunker wurden zumeist in Form von Normbauten errichtet.

Ein Hochbunker mit nur einem Stockwerk oberhalb der Erdoberfläche wird als Flachbunker bezeichnet. Ab 1941 wurde diese Bauform bei Neuprojekten in Deutschland nur noch ausnahmsweise eingesetzt, da der Material- und Bauaufwand in einem schlechten Verhältnis zur Anzahl der Schutzplätze stand. Zudem galt das äußere Bild der Flachbunker als unerfreulich, während mehrstöckige Hochbunker durch Fassadenverkleidung an die umliegende Bebauung angepasst werden konnten. Diese Festlegung galt auch in Bezug auf Tiefbunker. Zwar war der ästhetische Aspekt dort kein Problem, jedoch war der Bauaufwand noch höher. (Richtlinie des Baustabs Speer vom 2. April 1941)
Hochbunker erhielten zur Tarnung teilweise ein konstruktiv nicht notwendiges Dach, um sie aus der Luft wie Wohnhäuser erscheinen zu lassen. Ein weiterer Nutzen eines Daches oder einer abgeschrägten Spitze war das Abweisen von Bomben, so wie beim Zombeck-Turm oder Winkelturm. Ebenfalls der Tarnung diente die Errichtung von Hochbunkern als Kirchenbunker, also in Form von Kirchengebäuden. Aufgrund der Hochlage besitzen einige Bunker Freitreppen, zudem ermöglichen Freitreppen den Zugang zum Bunker auch im Fall der Verschüttung der Umgebung durch Trümmer.
In einigen Fällen wurden solche Dächer  bereits mit Blick auf die Zeit nach dem Krieg angebracht, damit sich der Bunker später besser ins Stadtbild einfügen würde. Ein Beispiel hierfür ist der Hochbunker Trier am Augustinerhof, dessen Gestaltung sich am historischen Stadtbild orientierte.

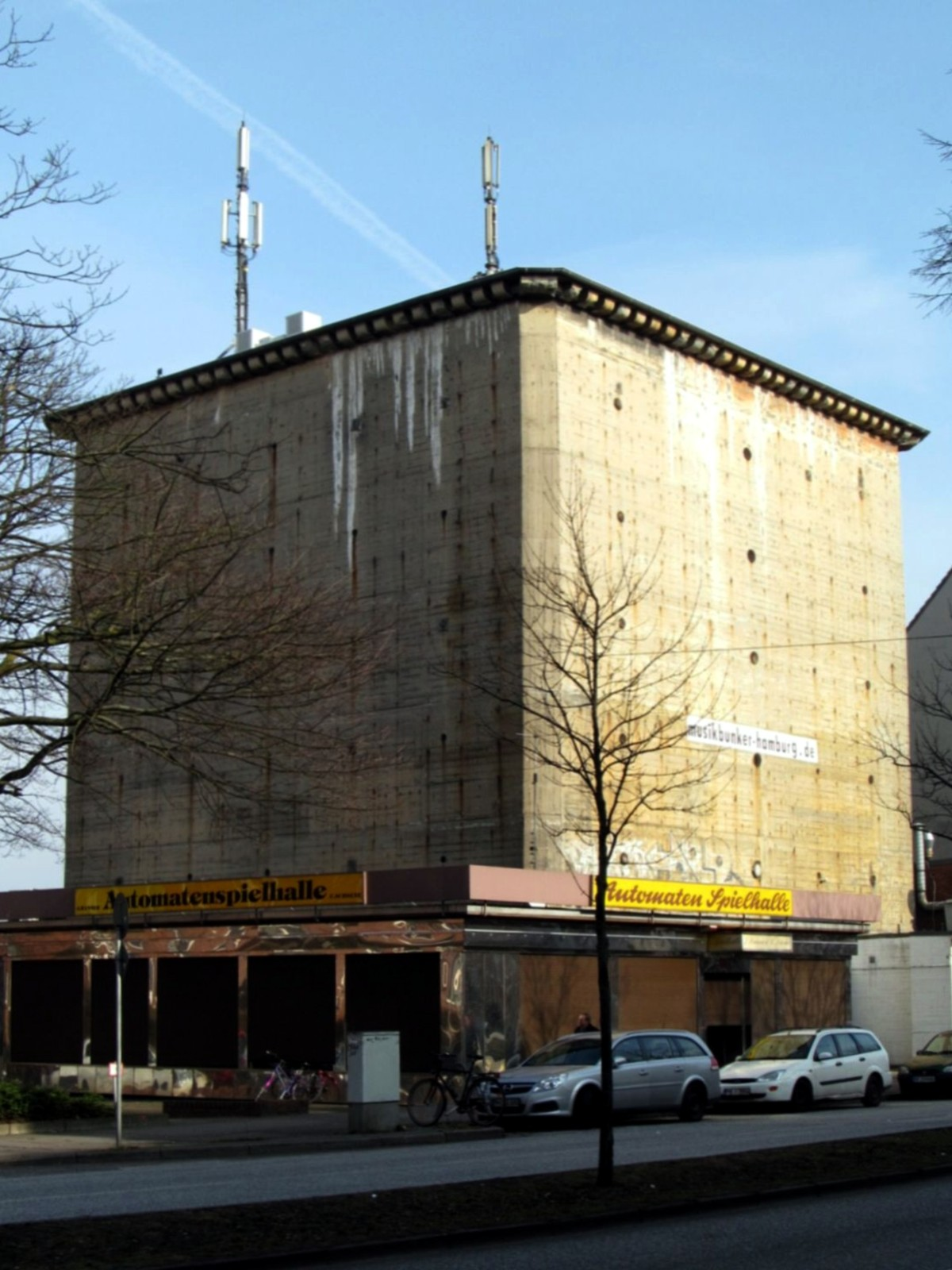
Hochbunker mit rechteckigem Grundriss in Hamburg
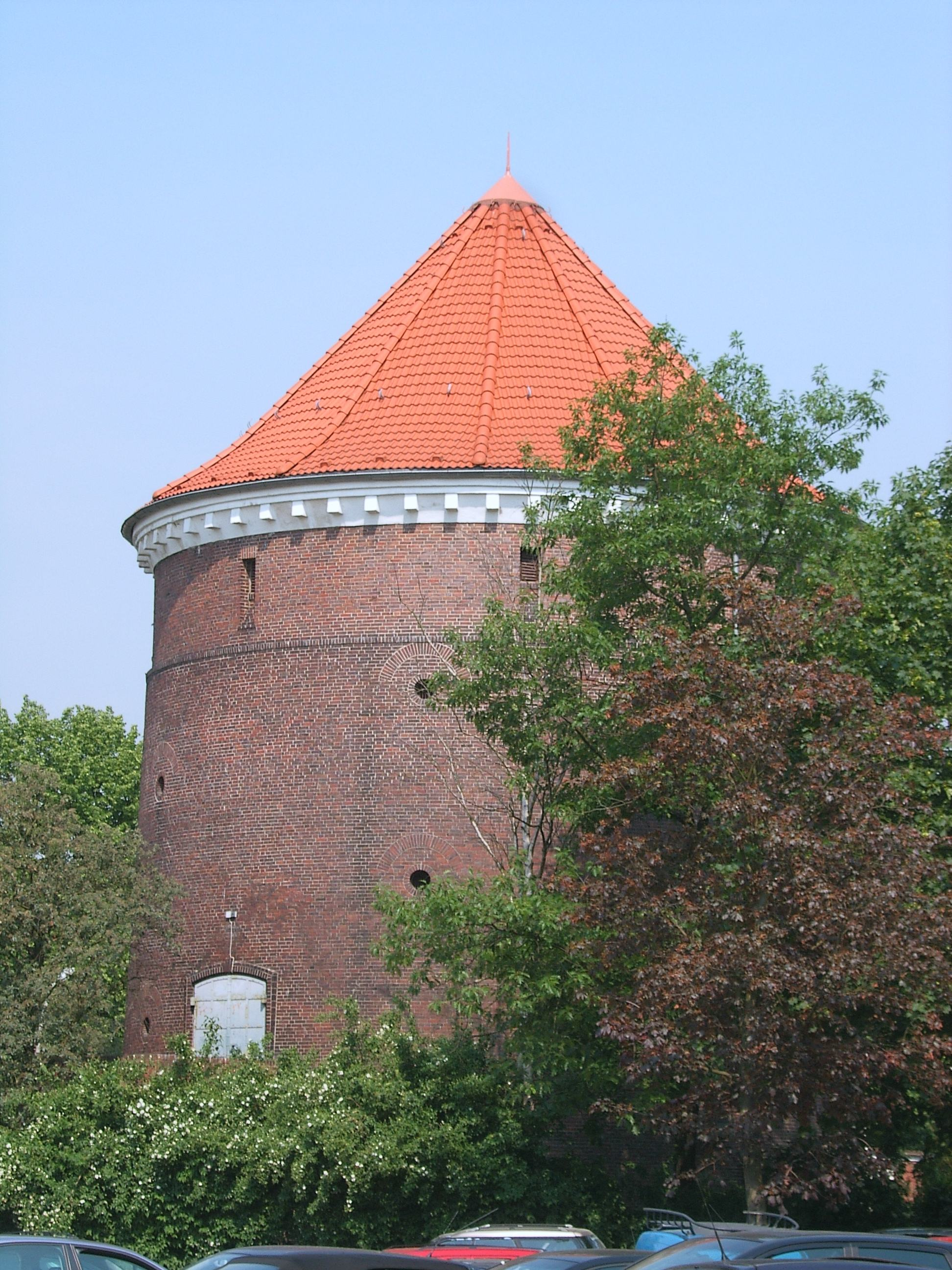
Zombeck-Turm mit rundem Grundriss in Hamburg
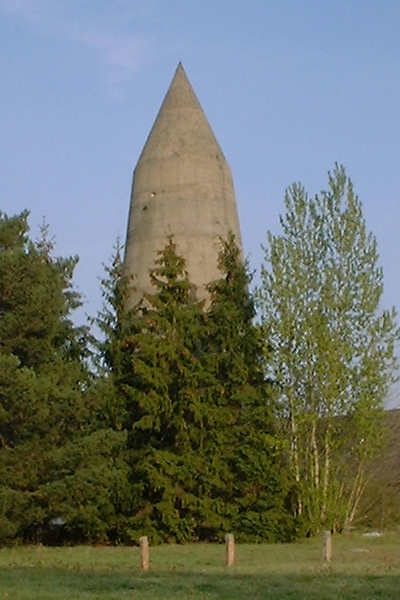
Winkelturm mit rundem Grundriss in Gießen
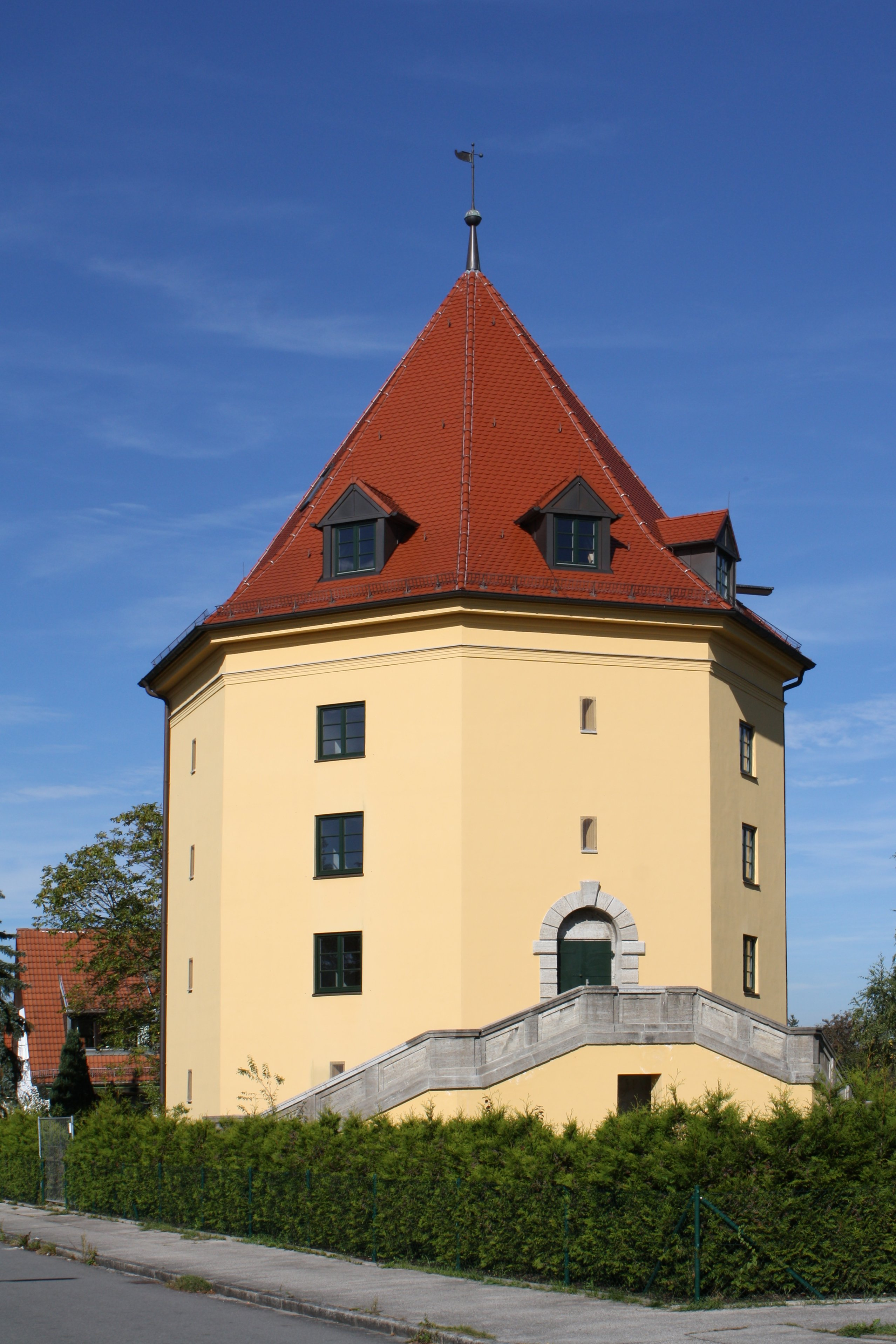
Sanierter Hochbunker mit achteckigem Grundriss in München-Trudering

## Nachnutzung
Die Nutzungsmöglichkeiten von Bunkern sind durch das Fehlen von Fenstern und die schlechte Belüftung eingeschränkt. Zudem ist ein Umbau der massiven Stahlbetonteile eines Bunkers langwierig und teuer. Typische Nachnutzungen von Hochbunkern ohne einen aufwendigen Umbau kommen ohne eine Änderung der massiven Wände aus, Beispiele sind die Nutzung als Lagerraum, als Proberaum für Bands oder zur Pilzzucht.
Einige Bunker stehen unter Denkmalschutz. Andere Bunker wurden mit erheblichem Aufwand abgerissen. Einige Bunker wurden umgebaut, um sie für Gewerbe und Wohnen nutzen zu können. Insbesondere in München hat man nach dem Zweiten Weltkrieg viele Hochbunker erhalten, da Wohnungsmangel herrschte. Daher existieren dort knapp 30 Hochbunker.
In Emden sind 31 zivile Hochbunker erhalten, in einem besteht seit 1995 das Bunkermuseum Emden. In Schweinfurt wurde 2014 das Deutsche Bunkermuseum eingerichtet.